# پرواز شماره ۴۹۴ پرسیشن ایر
در تاریخ ۶ نوامبر ۲۰۲۲ یک فروند هواپیمای ای‌تی‌آر ۴۲ متعلق به شرکت هواپیمایی پرسیشن ایر تانزانیا در دریاچه ویکتوریا سقوط کرد. هواپیما که حامل ۴۳ سرنشین بود، از فرودگاه بین‌المللی ژولیوس نیرر در دارالسلام پایتخت تانزانیا به مقصد شهر بوکوبا در ساحل غربی دریاچه ویکتوریا در حال پرواز بود.
تلویزیون دولتی تانزانیا اعلام کرد که در این حادثه حداقل ۱۹ نفر کشته شدند. ۲۴ نفر از سرنشینان در این پرواز داخلی نجات یافتند.

## عملیات نجات
در پی این رویداد، نیروهای امدادی و صیادان محلی در مکان حاضر شدند و سعی کردند مسافرینی را که هنوز در داخل هواپیما حبس شده بودند، نجات دهند. به گفته آلبرت چالامیلا، استاندار استان کاگرای تانزانیا، کارکنان اورژانس در آن هنگام با خلبانان در کابین در تماس بودند و می کوشیدند با بهره‌گیری از طناب و جرثقیل هواپیما را به ساحل دریاچه ویکتوریا نزدیک نمایند. علاوه بر این، ساکنان محلی از شهرهای اطراف نیز در عملیات نجات شرکت کردند. با این حال، هر دو خلبان در این حادثه غرق شدند.